# Jodie Henry
Jodie Henry OAM (Brisbane, Austràlia 1983) és una nedadora australiana, ja retirada, guanyadora de tres medalles olímpiques.

## Biografia
Va néixer el 17 de novembre de 1983 a la ciutat de Brisbane, població situada a l'estat de Queensland (Austràlia).
L'any 2004 fou nomenada membre de l'Orde d'Austràlia.

## Carrera esportiva
Especialista en estil lliure, es donà a conèixer a nivell internacional en els Jocs de la Commonwealth de l'any 2002 realitzats a Manchester (Regne Unit), on va aconseguir guanyar tres medalles d'or i una medalla de plata. En el Campionat del Món de natació de 2003 realitzat a Barcelona (Catalunya) aconseguí guanyar una medalla de plata i dues de bronze, demostrant el seu gran estat de forma. Un fet que es feu evident en els Jocs Olímpics d'Estiu de 2004 realitzats a Atenes (Grècia), on va aconseguir guanyar tres medalles d'or: en els 100 metres lliures, esdevenint la primera nedadora australiana a aconseguir aquest fet després de Dawn Fraser, 4a anys abans; en els relleus 4x100 m. lliures i els relleus 4x100 m. estils, aconseguint sengles rècords del món en les proves de relleus. Aquest mateix any fou nomenada nedadora del Pacífic de l'any per la revista "Swimming World Magazine".
L'any 2005 aconseguí guanyar tres medalles en el Campionat del Món de natació de Mont-real (Canadà) i el 2007 aconseguí guanyar-ne dues més. Gran favorita per repetir triomfs als Jocs Olímpics d'estiu de 2008 realitzats a Pequín (R. P. de la Xina), una lesió impedí la seva participació.